# Lê Thanh Nghị (phường)
Lê Thanh Nghị là một phường thuộc thành phố Hải Phòng, Việt Nam.

## Địa lý
Phường Lê Thanh Nghị có vị trí địa lý:
- Phía đông giáp phường Tứ Minh.
- Phía tây giáp phường Hải Dương và phường Tân Hưng.
- Phía nam giáp phường Thạch Khôi.
- Phía bắc giáp phường Thành Đông.

## Lịch sử
Phường Lê Thanh Nghị được thành lập vào ngày 28 tháng 10 năm 1996 trên cơ sở điều chỉnh 140 ha diện tích tự nhiên và 8.100 người của phường Trần Phú.
Ngày 23 tháng 9 năm 2009, Chính phủ ban hành Nghị quyết số 47/NQ-CP. Theo đó, điều chỉnh 15,65 ha diện tích tự nhiên và 884 người của phường Thanh Bình về phường Lê Thanh Nghị quản lý.
Sau khi điều chỉnh địa giới hành chính, phường Lê Thanh Nghị có 99,59 ha diện tích tự nhiên và 9.207 người.
Ngày 16 tháng 10 năm 2019, Ủy ban Thường vụ Quốc hội ban hành Nghị quyết số 788/NQ-UBTVQH14 về việc sắp xếp các đơn vị hành chính cấp huyện, cấp xã thuộc tỉnh Hải Dương (nghị quyết có hiệu lực từ ngày 1 tháng 12 năm 2019). Theo đó:
- Điều chỉnh 26,19 ha diện tích tự nhiên và 267 người của phường Hải Tân; 4,16 ha diện tích tự nhiên và 4 người của phường Trần Phú về phường Lê Thanh Nghị
- Điều chỉnh 4,65 ha diện tích tự nhiên và 42 người của phường Lê Thanh Nghị về phường Trần Phú.
- Điều chỉnh 0,11 ha diện tích tự nhiên và 32 người của phường Nguyễn Trãi; 2,02 ha diện tích tự nhiên và 28 người của phường Thanh Bình; 6,86 ha diện tích tự nhiên và 816 người của phường Tân Bình về phường Phạm Ngũ Lão

Điều chỉnh 0,41 ha diện tích tự nhiên và 109 người của phường Phạm Ngũ Lão về phường Bình Hàn
Điều chỉnh 0,74 ha diện tích tự nhiên của phường Phạm Ngũ Lão về phường Tân Bình.
Sau khi điều chỉnh địa giới hành chính:
- Phường Lê Thanh Nghị có 128,48 ha diện tích tự nhiên và 14.805 người.
- Phường Phạm Ngũ Lão có 82,53 ha diện tích tự nhiên và 16.698 người.

Ngày 24 tháng 10 năm 2024, Ủy ban Thường vụ Quốc hội ban hành Nghị quyết số 1250/NQ-UBTVQH15 về việc sắp xếp đơn vị hành chính cấp xã của tỉnh Hải Dương giai đoạn 2023 – 2025 (nghị quyết có hiệu lực từ ngày 1 tháng 12 năm 2024). Theo đó, sáp nhập toàn bộ 0,83 km² diện tích tự nhiên và quy mô dân số là 16.440 người của phường Phạm Ngũ Lão vào phường Lê Thanh Nghị.
Phường Lê Thanh Nghị có 2,10 km² diện tích tự nhiên và quy mô dân số là 26.743 người.
Ngày 12 tháng 6 năm 2025, Quốc hội ban hành Nghị quyết số 202/2025/QH15 về việc sắp xếp đơn vị hành chính cấp tỉnh (nghị quyết có hiệu lực từ ngày 12 tháng 6 năm 2025). Theo đó, sáp nhập tỉnh Hải Dương vào thành phố Hải Phòng. Phường Lê Thanh Nghị thuộc thành phố Hải Phòng.
Ngày 16 tháng 6 năm 2025, Ủy ban Thường vụ Quốc hội bàn hành Nghị quyết sắp xếp các đơn vị hành chính cấp xã thuộc thành phố Hải Phòng năm 2025. Theo đó, sắp xếp toàn bộ diện tích tự nhiên, quy mô dân số của các phường Tân Bình, Thanh Bình, Lê Thanh Nghị và một phần diện tích tự nhiên, quy mô dân số của phường Trần Phú thành phường mới có tên gọi là phường Lê Thanh Nghị.
Căn cứ theo đề án sắp xếp đơn vị hành chính cấp xã của thành phố Hải Phòng năm 2025, phường Lê Thanh Nghị được thành lập từ:
- Toàn bộ diện tích tự nhiên là 2,10 km², quy mô dân số là 28.518 người của phường Lê Thanh Nghị;
- Toàn bộ diện tích tự nhiên là 2,77 km², quy mô dân số là 21.294 người của phường Tân Bình;
- Toàn bộ diện tích tự nhiên là 2,63 km², quy mô dân số là 24.262 người của phường Thanh Bình;
- Một phần diện tích tự nhiên là 0,54 km², quy mô dân số là 7.426 người của phường Trần Phú.

Phường Lê Thanh Nghị có diện tích tự nhiên 8,04 km² và quy mô dân số 81.500 người.